# 枫林街道 (新化县)
枫林街道是中华人民共和国湖南省娄底市新化县下辖的一个街道办事处。

## 行政区划
枫林街道下辖以下村级行政区划单位：
火车站社区、华新社区、五里亭社区、马鞍山社区、上田社区、燎原社区、新田社区、洪大村、万家桥村、新塘村、接龙村、大水坪村、星月村、黄龙村、枫林新村、向荣村。